# PGLYRP3
PGLYRP3 (англ. Peptidoglycan recognition protein 3) – білок, який кодується однойменним геном, розташованим у людей на 1-й хромосомі. Довжина поліпептидного ланцюга білка становить 341 амінокислот, а молекулярна маса — 37 611.
| 10         |  | 20         |  | 30         |  | 40         |  | 50         |
| ---------- |  | ---------- |  | ---------- |  | ---------- |  | ---------- |
| MGTLPWLLAF |  | FILGLQAWDT |  | PTIVSRKEWG |  | ARPLACRALL |  | TLPVAYIITD |
| QLPGMQCQQQ |  | SVCSQMLRGL |  | QSHSVYTIGW |  | CDVAYNFLVG |  | DDGRVYEGVG |
| WNIQGLHTQG |  | YNNISLGIAF |  | FGNKIGSSPS |  | PAALSAAEGL |  | ISYAIQKGHL |
| SPRYIQPLLL |  | KEETCLDPQH |  | PVMPRKVCPN |  | IIKRSAWEAR |  | ETHCPKMNLP |
| AKYVIIIHTA |  | GTSCTVSTDC |  | QTVVRNIQSF |  | HMDTRNFCDI |  | GYHFLVGQDG |
| GVYEGVGWHI |  | QGSHTYGFND |  | IALGIAFIGY |  | FVEKPPNAAA |  | LEAAQDLIQC |
| AVVEGYLTPN |  | YLLMGHSDVV |  | NILSPGQALY |  | NIISTWPHFK |  | H          |

A: Аланін

C: Цистеїн

D: Аспарагінова кислота

E: Глутамінова кислота

F: Фенілаланін

G: Гліцин

H: Гістидин

I: Ізолейцин

K: Лізин

L: Лейцин

M: Метіонін

N: Аспарагін

P: Пролін

Q: Глутамін

R: Аргінін

S: Серин

T: Треонін

V: Валін

W: Триптофан

Кодований геном білок за функціями належить до антибіотиків, антимікробних білків. 
Задіяний у таких біологічних процесах, як імунітет, вроджений імунітет. 
Секретований назовні.